# Jan Gołąb
Jan Gołąb (?) - chłop, poseł do austriackiej Rady Państwa
Chłop, mający gospodarstwo rolne w Wierzawicach, w pow. łańcuckim. Służbę wojskową odbył w latach 60. XIX wieku w 8 Pułku Artylerii. Wójt gminy Wierzawice, członek Rady Powiatu w Łańcucie (1881-1887).
Był posłem do austriackiej Rady Państwa V kadencji (4 listopada 1873 - 22 maja 1879), wybranym w kurii IV (gmin wiejskich) z okręgu wyborczego nr 9 (Łańcut-Przeworsk-Leżajsk-Nisko-Ulanów). W parlamencie należał do Koła Polskiego.